# Gilles Andruet
Gilles Andruet (* 30. März 1958 in Paris; † 21. oder 22. August 1995 bei Saulx-les-Chartreux) war ein französischer Schachspieler.
Andruet, dessen Vater der Rallyefahrer Jean-Claude Andruet ist, wurde 1982 zum Internationalen Meister ernannt und gewann 1988 die französische Meisterschaft. Er nahm mit der französischen Mannschaft an den Schacholympiaden 1982, 1984 und 1988 sowie der Mannschaftseuropameisterschaft 1989 teil. Gilles Andruet erreichte im Juli 1988 seine höchste Elo-Zahl von 2450 und spielte in der deutschen Bundesliga von 1984 bis 1988 für den SV 03/25 Koblenz.
Andruet wurde zuletzt am 21. August 1995 lebend gesehen und einen Tag später erschlagen in der Yvette bei Saulx-les-Chartreux aufgefunden.
Der belgische Schriftsteller Jean-Philippe Toussaint schildert seine Erinnerungen an Gilles Andruet, an ihre Freundschaft im Paris der 1980er Jahre, in einigen Kapiteln seines Buches L’Échiquier (Das Schachbrett).